# Leo Lorenzi
Pour les articles homonymes, voir Lorenzi.
Leo Lorenzi, né à Vérone (Italie) le 1er mars 1909 et mort à Dar es Salaam (Tanzanie) le 15 juin 1973, est un pilote de moto italien.